# Rolf Saxon
Rolf Saxon, född 1955 i Virginia, USA. Amerikansk skådespelare som bor och arbetar mest i England och Europa. Han är nog mesta känd för att han har haft rösten till George Stobbart i Broken Sword-serien, ett datorspel som kom 1996. Han har även dykt upp i småroller i flera olika Hollywood-filmer som Rädda menige Ryan och Mission: Impossible.

## Filmografi (urval)
- 1980 - Grabben som blev miljonär
- 1983 - De skoningslösa
- 1996 - Mission: Impossible
- 1998 - Rädda menige Ryan
- 1999 - Entrapment
- 2005 – Örnen (TV-serie)